# Eucalyptus lansdowneana
Eucalyptus lansdowneana, boj mallee de flores rojas (red-flowered mallee box), es una especie de eucalipto perteneciente a la familia de las mirtáceas.

## Descripción
Es un árbol delgado, desparramado con la corteza gris sobre blanco cremoso. Las hojas adultas son pedunculadas, lanceoladas a anchas lanceoladas, de 15 x 3 cm, brillosas, verdes a verde-amarillentas. Desde finales de invierno a mediados de primavera aparecen flores rojas y rojas-rosáceas.

## Distribución y hábitat
Su distribución está limitada a las colinas rocosas de los Montes Gawler, Península de Eyre, Australia Meridional.
E. lansdowneana es un hermoso árbol delgado con hojas brillosas grandes y flores rojas.

## Taxonomía
Eucalyptus lansdowneana fue descrita por F.Muell. & J.E.Br.   y publicado en For. Fl. S. Australia 9: t. 31. 1890.
Etimología
Eucalyptus: nombre genérico que proviene del griego antiguo: eû = "bien, justamente" y kalyptós = "cubierto, que recubre". En Eucalyptus L'Hér., los pétalos, soldados entre sí y a veces también con los sépalos, forman parte del opérculo, perfectamente ajustado al hipanto, que se desprende a la hora de la floración.
lansdowneana: epíteto latíno que significa "cónica, con forma de cono".